# Two Tops Treasure
『Two Tops Treasure』（ツートップストレジャー）は、2014年12月3日にavex traxよりリリースされたタッキー&翼の4枚目のオリジナルアルバム。

## 概要
前作『TEN』から約2年3ヶ月ぶりとなるオリジナルアルバム。
『初回限定版A』『初回限定版B』『通常版』『タキツバSHOP盤』の4種類をリリースしている。
2018年9月13日にタッキー&翼は解散を発表したため、タッキー&翼としては最後のオリジナルアルバムとなった。

## 収録曲

### CD
1. Treasure Hunting
作曲・編曲：武部聡志
2. ギラメラ
作詞：椎名慶治　作曲・編曲：平賀伸明
3. 抱夏-ダキナツ-
作詞・作曲・編曲：成瀬裕介
4. Boogie 2night
作詞：DANCE☆MAN　作曲：山下和彰　編曲：DANCE☆MAN
5. ねぇ
作詞・作曲：岩田秀聡　編曲：岩田秀聡・永野大輔
6. ココロウルオシテク
作詞・作曲・編曲：鈴木ともよし
7. 雨が虹に変われば
作詞：岩田秀聡　作曲：岩田秀聡・山上佑　編曲：岩田秀聡・永野大輔
8. 僕のそばには星がある
作詞：もりちよこ　作曲：羽場仁志　編曲：中村康就
9. コイゴコロHUNTER
作詞・作曲・編曲：日比野裕史
10. 灼熱の律動
作詞・作曲・編曲：ats-
11. ビバビバモーレ
作詞・作曲：鈴木ともよし　編曲：古川貴浩
12. 返せない傘を借りた
作詞：もりちよこ　作曲：筒美京平　編曲：CHOKKAKU
13. We are the T&T<タキツバSHOP盤ボーナストラック>
作詞：今井翼　作曲・編曲；加藤裕介

### DVD
初回限定盤A
1. 「ギラメラ」Music Video
2. REAL DX LIVE CLIP[2002-2014]

初回限定盤B
1. 「雨が虹に変われば」Music Video
2. スペシャル映像

## 映像作品
ギラメラ
- タキツバCLIPS Two（PV映像）

ねぇ
- Youは何しに？タッキー＆翼CONCERT そこにタキツバが私を待っている 正月は東京・大阪へ

We are the T&T
- Youは何しに？タッキー＆翼CONCERT そこにタキツバが私を待っている 正月は東京・大阪へ